# آناتول راپاپورت
آناتول راپاپورت (انگلیسی: Anatol Rapoport; ۲۲ مهٔ ۱۹۱۱ – ۲۰ ژانویهٔ ۲۰۰۷) روان‌شناس ریاضیاتی اهل آمریکا بود. او در تدوین و توسعهٔ نظریهٔ سامانه‌ها، زیست‌شناسی ریاضی و مدل‌سازی ریاضیاتی از تعاملات اجتماعی و مدل‌های تصادفی از سرایت مشارکت داشت.

## زندگی‌نامه
راپاپورت در شهر خارکوف در یک خانوادهٔ یهودی سکولار متولد شد. در سال ۱۹۲۲ به ایالات متحده مهاجرت کرد و در سال ۱۹۲۸ تابعیت آمریکا را دریافت کرد. او در شیکاگو در رشتهٔ موسیقی تحصیل کرد و سپس در دانشگاه موسیقی و هنرهای نمایشی وین به فعالیت پرداخت اما به خاطر ظهور نازیسم، ادامهٔ فعالیت به عنوان پیانیست برای او ممکن نبود.
او با تغییر رشتهٔ خود به ریاضیات موفق به دریافت مدرک دکتری شد. به نوشتهٔ گلوب اند میل، او به مدت سه سال عضو حزب کمونیست آمریکا بود اما قبل از نام‌نویسی در نیروی هوایی آمریکا در سال ۱۹۴۱ از این حزب بیرون آمد. پس از جنگ او عضو کمیتهٔ زیست‌شناسی ریاضی در دانشگاه شیکاگو شد و اولین کتاب خود «دانش و اهداف انسان» را به همراه اس.آی.هایاکاوا منتشر کرد.
آناتول راپاپورت از جمله پژوهش‌گران و فعالان در زمینهٔ صلح و حل مناقشه بود. او یکی از مهم‌ترین چهره‌ها در اعتراض به جنگ ویتنام در دانشگاه میشیگان آمریکا به شمار می‌رفت. همچنین او از جمله موسسان سازمان «علم برای صلح» بود. او در سال ۱۹۷۶ برندهٔ جایزهٔ بین‌المللی لنتز برای پژوهش در زمینهٔ صلح شد.